# Anne-Marie Rosengren
Anne-Marie Rosengren, tidigare Lambert, född 2 juni 1945 i Bromma församling, är en svensk före detta gymnast. Hon tävlade för Saltsjöbadsgymnasterna.
Rosengren tävlade i sex grenar för Sverige vid olympiska sommarspelen 1964 i Tokyo.
Efter karriären utbildade sig Rosengren på GIH och arbetade som gymnastiklärare på olika skolor i nordvästra Stockholm, bland annat Olovslundsskolan. Hon var även tränare i Brommagymnasterna.
Hon gifte sig med Erik Rosengren och fick tre söner; Mikael, Magnus och Martin. Sonen Magnus tog EM-brons 1994 och vann SM-guld i gymnastik 1993–1997 och hennes man Erik vann SM-guld 1968.